# 3-й гвардейский миномётный полк реактивной артиллерии (1-го формирования)
3-й гвардейский миномётный полк — гвардейское формирование, воинская часть (гвардейский миномётный полк) РККА Вооружённых Сил СССР в Великой Отечественной войне.

## История
Согласно докладам ГАУ КА за подписью Аборенкова для Маленкова первые 5 полков БМ-13, а именно, 1-й, 2-й, 3-й, 4-й и 9-й были сформированы в составе 4-х дивизионов, по 48 установок.
1-й и 2-й дивизионы 3-го полка были отправлены на Западное направление (Западный и Резервный фронты) в конце июля, начале августа 1941г, а 3-й и 4-й дивизионы, сформированные к 28.8.41, оставались в Алабине. Доклады с дублированием информации о 1-м и 2-м дивизионах подавались в интервале с 29 августа по 8 сентября, а о 3-м и 4-м дивизионах – с 25 августа по 8 сентября .

1-й и 2-й дивизионы 3-го полка, всего 24 установки БМ-13, отправлены на фронт отдельными батареями: №№ 76, 16, 19, 30 (все по 4 установки), батарея Небоженко (6 установок) и 2 установки, которые были отправлены 29.07 из Москвы, в Семлево не прибыли. Все эти батареи в составе частей Западного и Резервного фронтов не числились как подразделения 3-го полка .

Личный состав 439-го отдельного артиллерийского дивизиона (3 батареи по 9 расчетов установок БМ-13) был обращен на формирование 3-го и 4-го дивизионов 3-го полка.

11.09.41 вышло Постановление ГКО №658 «О переводе гвардейских минометных полков М-13 на трехдивизионный состав» :

«1. Сформированные гвардейские минометные полки М-13 четырех-дивизионного состава переформировать в полки трех-дивизионного состава, внеся необходимые изменения в штаты.

2. Освободившиеся после переформирования четвертые дивизионы 1-го, 2-го, 3-го, 4-го и 9-го гвардейских минометных полков М-13 обратить на формирование двух гвардейских минометных полков трех-дивизионного состава М-13, присвоив им № 10 и № 11. Формирование закончить к 20 сентября 1941 г…»

В мемуарах командира 4-го полка Нестеренко А.И. указано, что 4-й дивизион был направлен на Ленинградский фронт .

Таким образом 4-й дивизион 4-го полка не мог быть обращен на формирование 10-го  и 11-го полков.
В 3-м полку в Алабине было всего 2 дивизиона - 3-й и 4-й, поэтому на доформирование 3-го полка до 3-х дивизионного состава был обращен один из четвертых дивизионов 1-го, 2-го или 9-го полков.
Сформированный таким образом полк поступил в распоряжение Северо-Западного фронта 14 сентября 1941г, имея в составе 3 дивизиона, в каждом из которых было 12 установок БМ-13, и 106 автомобилей подвоза топлива, боеприпасов и т.п.
В составе действующей армии с 14 сентября 1941 года по 27 декабря 1941 года.
В середине сентября 1941 года в обстановке общей неразберихи своим ходом прибыл едва ли не под Себеж(!), ещё в начале июля 1941 года оккупированный немецкими войсками. Вышел к Селигеру, сохранив материальную часть. Базировался в Любнице. В октябре-декабре 1941 года придавался подивизионно различным дивизиям Северо-Западного фронта (так, 3-й дивизион до 12 октября был задействован в районе Лычково, поддерживая 84-ю стрелковую дивизию), вёл обстрел немецких позиций, укреплений, скоплений войск. 13 октября 3-й дивизион переброшен под Калинин и с 17 октября действовал в оперативном подчинении Калининского фронта. 1-й дивизион на Северо-Западном фронте до 4 октября. С 7 октября на Западном фронте. С 7 по 19 октября под Калугой, с 19 по 24 октября под Алексиным. Уже 2 ноября 1941 года 1-й дивизион был выделен из состава полка и на его базе были сформированы 23-й и 24-й отдельные дивизионы, направленные под Москву 05.10.1941. В ноябре же 1941 года 2-й дивизион остался в 11-й армии, а 3-й дивизион окончательно передан в Калининский фронт. Таким образом, полк оказался расчленённым, 28 декабря 1941 года на базе 2-го дивизиона был сформирован 46-й отдельный гвардейский миномётный дивизион реактивной артиллерии, на базе 3-го дивизиона был сформирован 47-й отдельный гвардейский миномётный дивизион реактивной артиллерии, а управление полка 27 декабря 1941 года расформировано.

## Подчинение
| Дата            | Фронт (округ)            | Армия      | Корпус | Дивизия | Примечания                                                                                  |
| --------------- | ------------------------ | ---------- | ------ | ------- | ------------------------------------------------------------------------------------------- |
| 01.09.1941 года | Московский военный округ | -          | -      | -       | -                                                                                           |
| 01.10.1941 года | Северо-Западный фронт    | -          | -      | -       | -                                                                                           |
| 01.11.1942 года | Северо-Западный фронт    | 11-я армия | -      | -       | -                                                                                           |
| 01.12.1942 года | Северо-Западный фронт    | 11-я армия | -      | -       | в составе одного (2-го) дивизиона. 3-й дивизион во фронтовом подчинении Калининского фронта |

## Командиры
- майор / подполковник Кулешов, Павел Николаевич (до 12.09.1941, затем Начальник ОГ ГМЧ СЗФ),
- майор Гражданкин, Виктор Иванович.

Комиссар полка — старший политрук Есипенко Иван Иванович (затем во 2-й уч. б-де);
Командиры дивизионов: 
- 1-й дивизион (2.11.1941 — на его базе сформирован 23 огмд 59 ГМП и 24 огмд 40 ГМП) — командир капитан Коротун Михаил Назарович; 23-й огмдн / 1 (М-13) — капитан Гринкруг Григорий Наумович (11.1941, с 7.1942 — ком-р 41 ГМП), майор Головко Григорий Емельянович (1942); 24-й отд. гв. Краснознаменный мин. д-н / 1 — капитан Коротун М. Н. (с 7.10.1941, с 12.1941 — ком-р 40 огмд), л-т Анисимов Михаил Ильич (с 11.1941);
- 2-й дивизион (с 28.12.1941 — 46 огмд 94 ГМП) — ком-р капитан Острейко Константин Николаевич (1941, с 8.1942 — НШ 61 ГМП), майор Козлов Анатолий Сергеевич (с 2.1942); нач-к разведки Фаготов, Владимир Иванович;
- 3-й дивизион (с 28.12.1941 — 47 огмд 6 ГКК) — ком-р ст. л-т Шаренков Иван Васильевич (1941), капитан Исаев (9.1942);